# Magni Dezmond
Magni Dezmond，是Holostars所属的一位英語虚拟主播，於2022年7月23日出道。

## 人物概述
Magni Dezmond 是Holostars EN冒險者公會（TEMPUS）的成員。外觀設定是一位鍊金術師，角色設定是一位從來沒有人看過他實際操作鍊金術卻自稱會煉金術的煉金術師，他是一個會與真實的深淵正面對決的人，而為了追求真理看似會用上各種手段的他，卻也有隱藏著不為人知的另一面。
Magni Dezmond 的角色設計者為。
直播內容以電子遊戲和歌曲為主。對粉絲的稱呼為「MAGNATION」。

## 活動歷史
Magni Dezmond 於2022年7月23日，進行初配信，並在同日youtube頻道達成10萬訂閱。
2023年7月10日，Holostarts EN 公告 Magni Dezmond、Noir Vesper暫停活動。同年8月24日，Cover 發出公告，表示 「holostars English 的兩名成員 Magni Dezmond 和 Noir Vesper 將於2023年8月31日畢業，並且不會舉辦畢業直播。」並且「感謝他們對 holostars EN 做出的貢獻，這次畢業是依照他們的願望所做的決定。」，同年8月31日，正式畢業。

## 音樂作品

### 個人
|      | 發布日期     | 樂曲名稱 | 數位媒體規格產品編號 | 備註 |
| ---- | ------------ | -------- | -------------------- | ---- |
| 單曲 |              |          |                      |      |
| 1    | 2023年6月3日 | Copium   | CVRD-291             |      |

### holostar English -TEMPUS-
|      | 發布日期      | 樂曲名稱         | 數位媒體規格產品編號 | 備註 |
| ---- | ------------- | ---------------- | -------------------- | ---- |
| 單曲 |               |                  |                      |      |
| 1    | 2022年8月13日 | Top of the World | CVRD-193             |      |

## 外部連結
- Magni Dezmond在holostars的官方主頁 （日語）
- YouTube上的Magni Dezmond Ch. HOLOSTARS-EN頻道（英文）
- Magni Dezmond的X（前Twitter）